# Мала Тимошівка
Мала́ Тимо́шівка — село в Україні, у Рівнянській сільській громаді Новоукраїнського району Кіровоградської області. Населення становить 460 осіб. Колишній центр Малотимошівської сільської ради.

## Населення
Згідно з переписом УРСР 1989 року чисельність наявного населення села становила 618 осіб, з яких 306 чоловіків та 312 жінок.
За переписом населення України 2001 року в селі мешкали 453 особи.

### Мова
Розподіл населення за рідною мовою за даними перепису 2001 року:
| Мова       | Відсоток |
| ---------- | -------- |
| українська | 89,57 %  |
| російська  | 5,87 %   |
| молдовська | 2,83 %   |
| білоруська | 0,87 %   |
| польська   | 0,22 %   |
| інші       | 0,64 %   |